# Ван Димен (залив)
Ван Димен (на английски: Van Diemen Gulf) е залив в югозападната част на Арафурско море, разположен край северния бряг на Австралия, като бреговете му попадат в Северната територия. Площта му е около 16 000 km², дължината от запад на изток – 139 km, ширината от север на юг – 83 km, а максималната му дълбочина е от 34 до 90 m.

## Географска характеристика
Заливът Ван Димен е разположен северно от големия полуостров Арнхемланд, като на североизток се затваря от полуостров Коберг (съставна част на п-ов Арнхемланд), а на северозапад от големия остров Мелвил. На запад чрез протока Кларенс (с ширина 24 km) се свързва със залива Бигъл на Тиморско море, а на север протокът Дъндас (с ширина 27 km) го свързва с останалата част на Арафурско море. Бреговете му са блатисти, силно разчленени от множество по-малки заливи и дълбоко вклиняващи се в сушата речни естуари и са обградени от коралови рифове. От югоизток в него се вливат реките Ист Алигейтър и Саут Алигейтът, а от юг – реките Мъри и Аделейд. Приливите са полуденонощни, с височина около 2 m. Поради силно заблатените му брегове по крайбрежието му няма постоянни населени места.

## Историческа справка
Част от бреговете на залива са открити от холандския мореплавател Абел Янсзон Тасман (на нидерландски: Abel Janszoon Tasman) през 1644 година, който го наименува в чест на тогавашния (1636 – 45) генерал-губернатор на холандската колония Ост Индия Антъни ван Димен (1593 – 1645), който по това време е и негов тъст. През 1802 г. целите брегове на залива са дооткрити и оконтурени от английския изследовател на Австралия Матю Флиндърс, а през 1818 г. те са детайлно заснети и топографски картирани от английския морски капитан Филип Паркър Кинг.